# Breguet Br.1150 Atlantic
El Breguet Br.1150 Atlantic es un avión de reconocimiento aéreo de largo alcance francés, diseñado en los años 1960 principalmente para ser usado sobre el mar. Fue usado por varios países de la OTAN como avión de reconocimiento y avión de patrulla marítima así como avión antisubmarino. El Atlantic también tiene capacidad para portar misiles aire-tierra. El Atlantique 2 es una versión actualizada del Atlantic producida para la Marina Francesa en los años 1980.

## Variantes
Br.1150 Atlantic(abreviado ATL1)
Atlantique 2(abreviado ATL2)

## Operadores
Francia

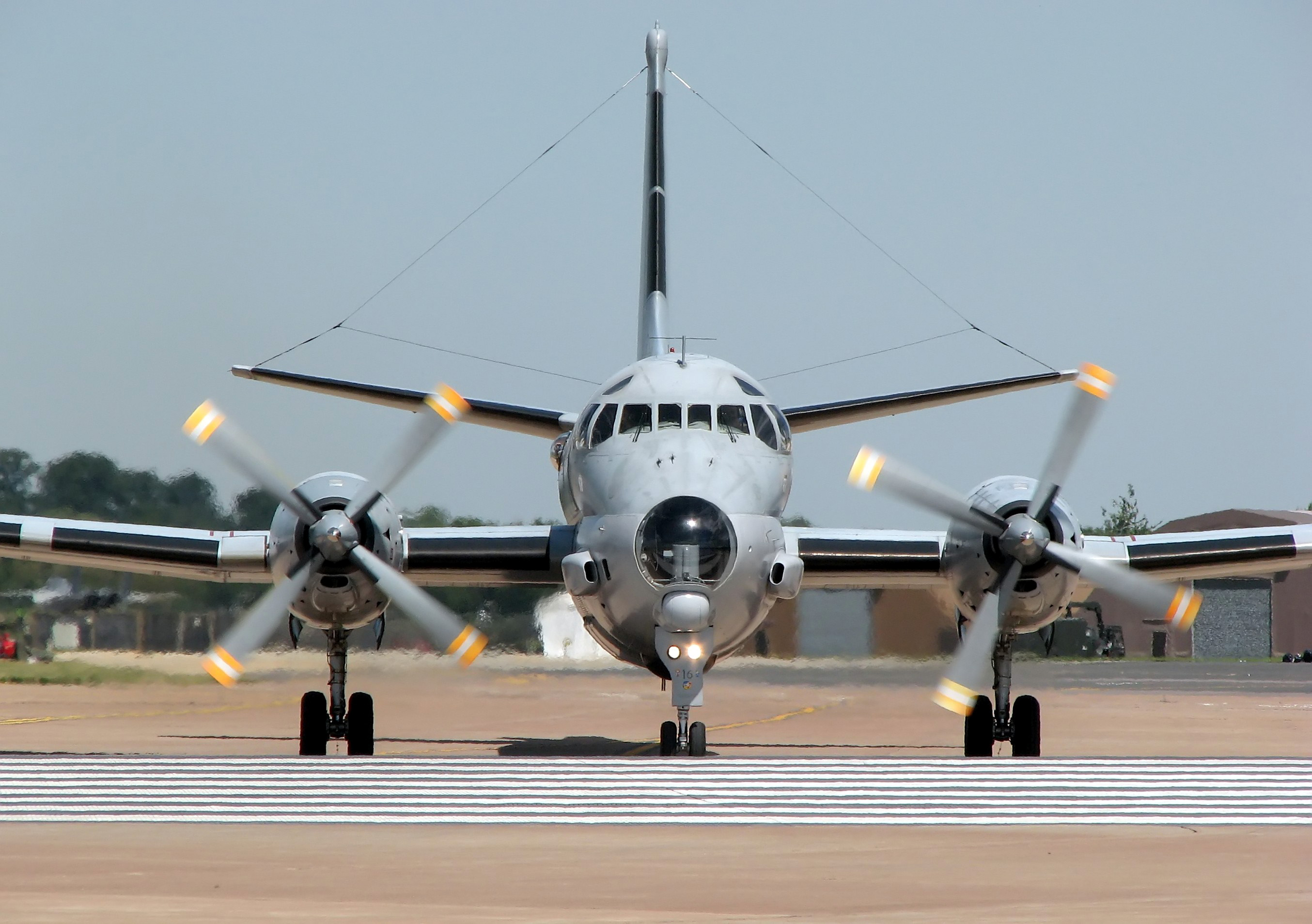
Breguet Br.1150 Atlantic de la Marina Alemana.

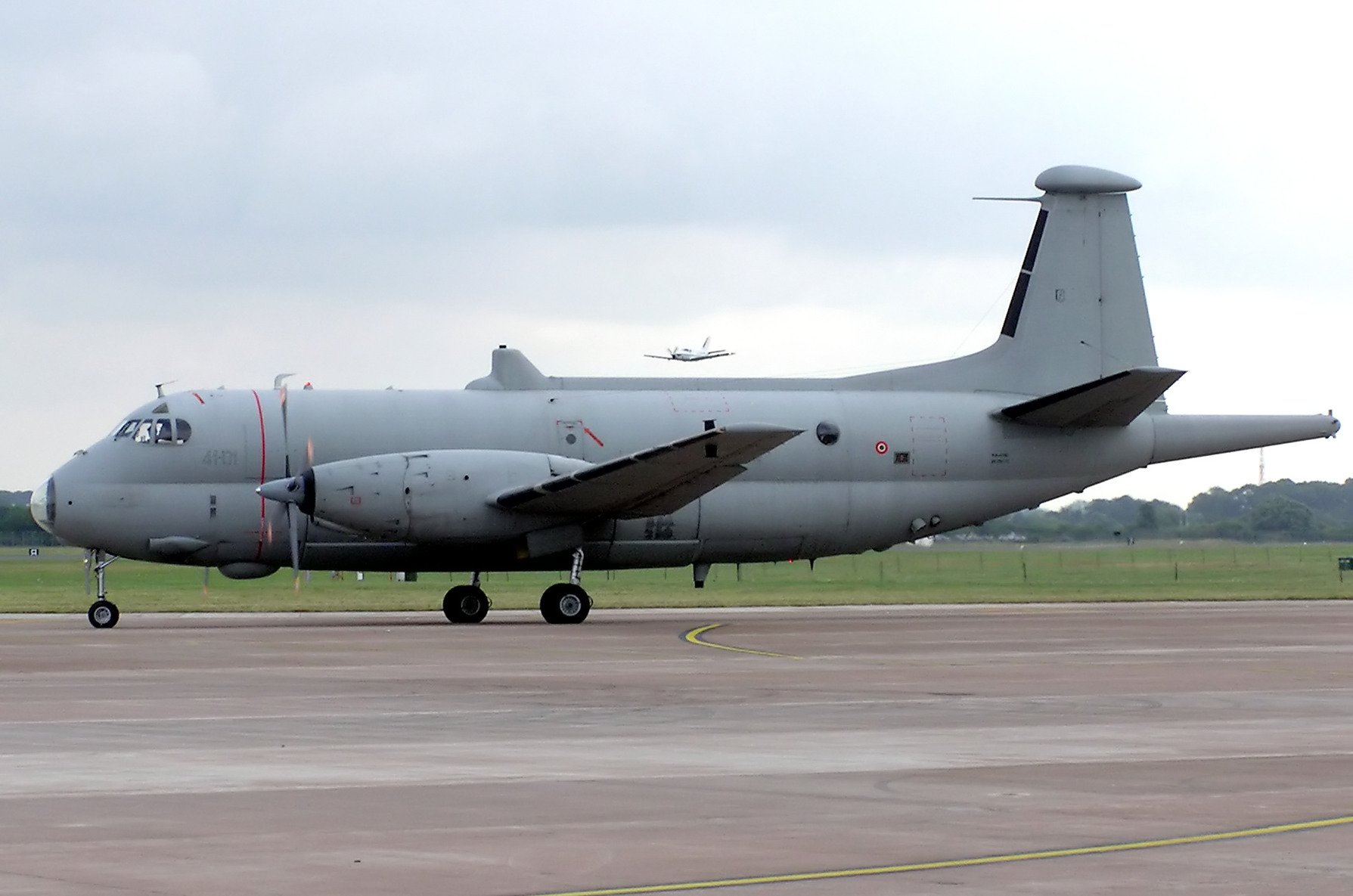
Breguet Br.1150 Atlantic de la Marina Italiana.

- Aviación Naval de la Marina Francesa: el modelo original fue retirado en 1996 siendo sustituido por la segunda generación Atlantique 2.

 Alemania
- Marina Alemana: recibió 20 Atlantic, de los que cinco fueron convertidos en aviones de Inteligencia electrónica (ELINT).[2] Fueron reemplazados todos los aviones de guerra antisubmarina por aviones P-3 Orion ex-neerlandeses en 2005, la versión ELINT continúa en servicio a la espera de ser reemplazada por el EuroHawk.

 Italia
- Marina Italiana: pilotados por pilotos de la Fuerza Aérea y de la Marina pero bajo mando de la Marina.

 Países Bajos
- Armada Real de los Países Bajos: reemplazado por el P-3 Orion.

 Pakistán
- Marina de Pakistán

## Véase también

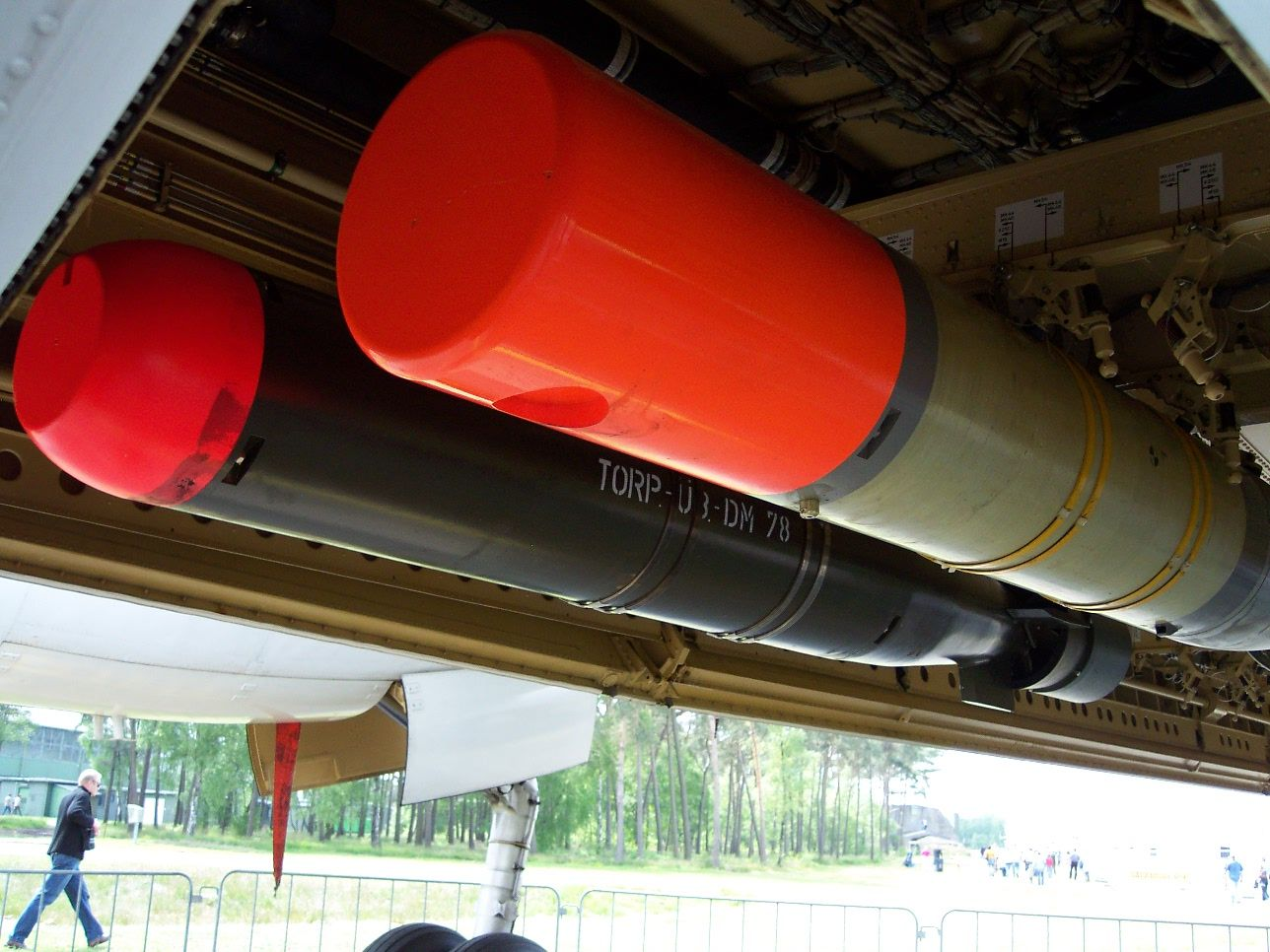
Torpedos en la bodega de armas de un Breguet Atlantic.

## Especificaciones (Atlantique 2)
Referencia datos: Jane's All The World's Aircraft 1988-89

### Características generales
- Tripulación: 12
- Capacidad: 12 pasajeros o tripulantes de relevo
- Longitud: 31,62 m
- Envergadura: 37,42 m
- Altura: 10,89 m
- Superficie alar: 120,34 m²
- Peso vacío: 25.700 kg
- Peso cargado: 45.000 kg
- Peso máximo al despegue: 46.200 kg
- Planta motriz: 2× Turbohélice Rolls-Royce Tyne RTy.20 Mk 21.
  - Potencia: 4549 kW (6100 HP; 6185 CV) cada uno.
- Hélices: 1× Cuatripala por motor.

### Rendimiento
- Velocidad máxima operativa (Vno): 648 km/h
- Velocidad crucero (Vc): 315 km/h (velocidad de patrulla)
- Velocidad de entrada en pérdida (Vs): 167 km/h (flaps bajados)
- Alcance en ferry: 9.075 km; 18 horas
- Techo de vuelo: 9.145 m
- Régimen de ascenso: 14,7 m/s con peso de 30.000 kg

### Armamento
- Otros: Hasta 3.500 kg de torpedos, cargas de profundidad minas, misiles antibuque, bombas y/o boyas.

### Aeronaves similares
- Avro Shackleton
- Hawker-Siddeley Nimrod
- Lockheed P-3 Orion
- Hawker Siddeley HS 748